# Polymixis polymita
Polymixis polymita là một loài bướm đêm trong họ Noctuidae.

## Hình ảnh

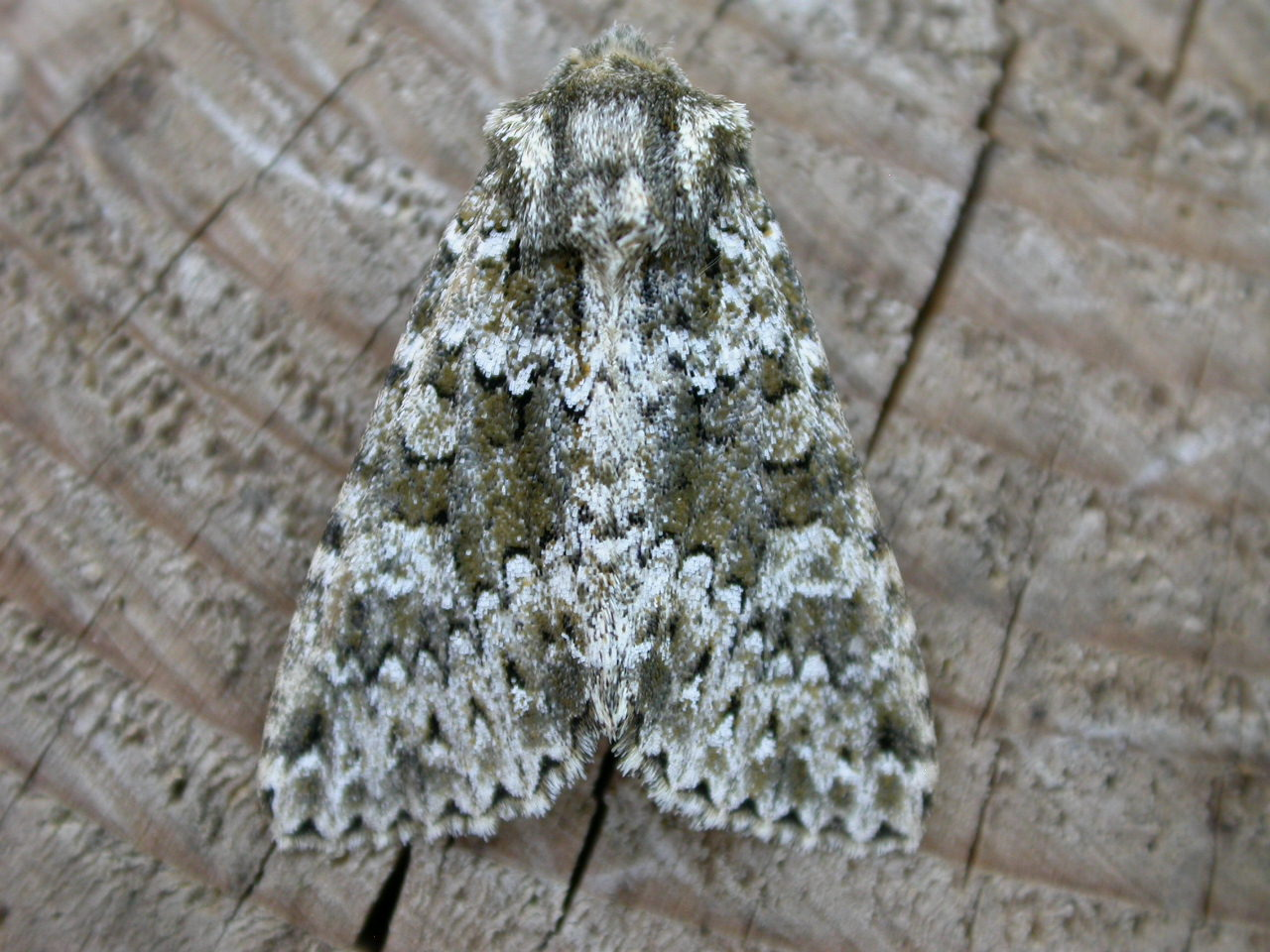